# Lãnh thổ tự trị New Zealand
Lãnh thổ tự trị New Zealand (tiếng Anh: Dominion of New Zealand, tiếng Māori: Te Tominiana o Aotearoa) là kế thừa của thuộc địa New Zealand. Sự thống trị là một chế độ quân chủ lập hiến với mức độ tự trị cao trong Đế quốc Anh.
New Zealand trở thành một vương miện thuộc địa của Anh ngoài vào năm 1841 và giành được trách nhiệm của chính phủ vào Đạo luật Hiến pháp vào năm 1852. New Zealand quyết định không tham gia vào Liên bang Úc và trở thành Lãnh địa thống trị New Zealand vào ngày 26 tháng 9 năm 1907, Ngày Thống lĩnh, bởi bố của vua Edward VII. Địa vị thống trị đã trở thành một dấu ấn công khai của độc lập chính trị, tồn tại trong một thế kỷ rưỡi qua trách nhiệm của chính phủ.
Chưa đến một triệu người sống ở New Zealand vào năm 1907 và các thành phố như Auckland và Wellington phát triển nhanh chóng. Sự thống trị của New Zealand cho phép chính phủ Anh thiết lập chính sách đối ngoại và liên minh với Anh trong chiến tranh thế giới thứ nhất. Hội nghị Hoàng gia năm 1923 và 1926 đã quyết định rằng New Zealand nên được phép đàm phán các hiệp ước chính trị của riêng mình và hiệp ước thương mại đầu tiên được phê chuẩn vào năm 1928 với Nhật Bản. Khi Chiến tranh thế giới thứ hai nổ ra vào năm 1939, chính phủ New Zealand đã tự đưa ra quyết định tham gia cuộc chiến.
Trong thời kỳ hậu chiến, thuật ngữ "Thống lĩnh" không còn được sử dụng. Độc lập hoàn toàn đã đạt được bởi Đạo luật Westminster năm 1931 và được Quốc hội New Zealand thông qua năm 1947.